# Fußball-Bundesliga 1997-1998 (Austria)
L'edizione 1997-98 del campionato di calcio della Bundesliga vide la vittoria finale dello Sturm Graz.
Capocannoniere del torneo fu Geir Frigård (LASK Linz), con 23 reti.

## Classifica finale
|     | Classifica            | G  | V  | N  | P  | GF | GS | Pt |
| --- | --------------------- | -- | -- | -- | -- | -- | -- | -- |
| 1.  | Sturm Graz            | 36 | 24 | 9  | 3  | 80 | 28 | 81 |
| 2.  | Rapid Vienna          | 36 | 18 | 8  | 10 | 42 | 36 | 62 |
| 3.  | Grazer AK             | 36 | 18 | 7  | 11 | 53 | 33 | 61 |
| 4.  | Austria Salisburgo    | 36 | 16 | 8  | 12 | 48 | 33 | 56 |
| 5.  | LASK Linz             | 36 | 17 | 4  | 15 | 67 | 58 | 55 |
| 6.  | Tirol Innsbruck       | 36 | 12 | 12 | 12 | 49 | 51 | 48 |
| 7.  | Austria Vienna        | 36 | 10 | 10 | 16 | 39 | 54 | 40 |
| 8.  | Ried                  | 36 | 10 | 9  | 17 | 42 | 55 | 39 |
| 9.  | Austria Lustenau      | 36 | 6  | 14 | 16 | 38 | 59 | 32 |
| 10. | Admira/Wacker Mödling | 36 | 5  | 7  | 24 | 34 | 85 | 22 |

### Verdetti
- Sturm Graz Campione d'Austria 1997-98.
- Admira/Wacker Mödling retrocesso in 1. Liga.